# União das Freguesias de Arga (Baixo, Cima e São João)
Die União das Freguesias de Arga (Baixo, Cima e São João) ist eine portugiesische Gemeinde (Freguesia) im Kreis (Concelho) Caminha im Nordwesten Portugals.

## Geschichte
Die Gemeinde entstand im Zuge der Gebietsreform vom 29. September 2013 durch die Zusammenlegung der ehemaligen Gemeinden Arga de Baixo, Arga de Cima und Arga de São João. Arga de Baixo wurde Sitz der neuen Verwaltung.

## Demographie
| Freguesia | Freguesia                     | Freguesia | Freguesia       | ehemalige Freguesias | ehemalige Freguesias | ehemalige Freguesias | ehemalige Freguesias |
| --------- | ----------------------------- | --------- | --------------- | -------------------- | -------------------- | -------------------- | -------------------- |
| Wappen    | Freguesia                     | Einwohner | Fläche in (km²) | Wappen               | Freguesia            | Einwohner            | Fläche in (km²)      |
|           | Arga (Baixo, Cima e São João) | 159       | 30,88           |                      | Arga de Baixo        | 74                   | 10,95                |
|           | Arga (Baixo, Cima e São João) | 159       | 30,88           | Arga de Cima         | 73                   | 8,42                 |                      |
|           | Arga (Baixo, Cima e São João) | 159       | 30,88           | Arga de São João     | 61                   | 11,51                |                      |